# Hoya-Gonzalo
Hoya-Gonzalo (anteriormente hasta 1857 Oya-Gonzalo) es un municipio español situado al sureste de la península ibérica, en la provincia de Albacete, dentro de la comunidad autónoma de Castilla-La Mancha. Se encuentra a 32 km de la capital provincial, integrada en la comarca Monte Ibérico-Corredor de Almansa. Cuenta con una población de 593 habitantes (INE 2024).
Comprende las pedanías de Ventalhama, Casa el Francés, Ontanar de Arriba, Ontanar de abajo y Oncebreros (esta última la comparte con Higueruela).

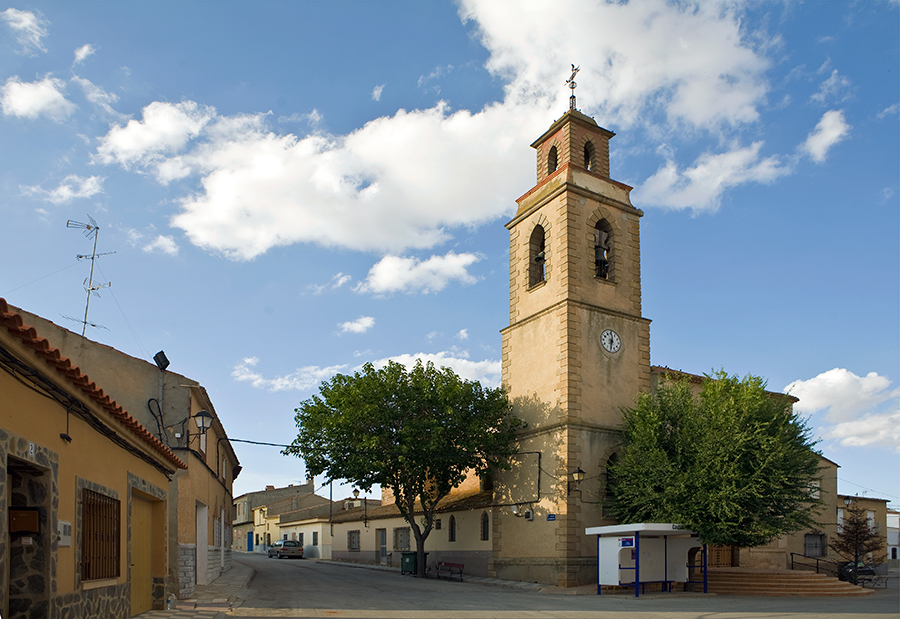
Vista de la plaza de la Iglesia de Hoya-Gonzalo.

## Geografía
Integrado en la comarca de Monte Ibérico-Corredor de Almansa, se sitúa a 33 kilómetros de Albacete. El término municipal está atravesado por la autovía A-31 y por carreteras locales que permiten la comunicación con Casas de Juan Núñez, Higueruela y Chinchilla de Montearagón.  
| Noroeste: Chinchilla de Montearagón | Norte: Higueruela              | Nordeste: Higueruela               |
| Oeste: Chinchilla de Montearagón    |                                | Este: Higueruela                   |
| Suroeste: Chinchilla de Montearagón | Sur: Chinchilla de Montearagón | Sureste: Chinchilla de Montearagón |

Ocupa una superficie de 114,57 km² en la que se pueden encontrar dos tipos de unidades de relieve diferenciadas. La mitad sur es predominantemente llana con algunas ondulaciones, típico de la La Mancha de Montearagón. En la mitad norte nos encontramos más elevaciones del terreno, con cerros y algunos montes que superan los 1000 metros. Al este, la sierra de Higueruela hace de límite con Higueruela. La altitud oscila entre los 1054 metros al este, en la sierra de Higueruela, y los 850 metros al suroeste. El pueblo se alza a 930 metros sobre el nivel del mar.

### Paisaje
Destaca un paisaje típico del clima mediterráneo continentalizado. En la flora cabe destacar  la carrasca (Encina), árbol típico de la zona, pinares y campos de cultivo de trilogía mediterránea. Además, parte del término municipal junto con otros municipios (Almansa, Chinchilla, Montealegre del Castillo, Higueruela, Pétrola, Alpera y Corral Rubio) de su entorno comparte la zona ZEPA ``Área esteparia del este de Albacete´´ . En la fauna destacan liebres, conejos, perdices, etc.

## Historia
La ubicación actual de Hoya-Gonzalo se debe a asentamientos prehistóricos como así lo manifiestan sus yacimientos arqueológicos, remontándose desde el Mesolítico, se han encontrado restos del Neolítico, Edad del Bronce, íberos, romanos e incluso árabes.
Pero los yacimientos más conocidos y descubiertos por el historiador local Santiago Núñez Delicado, son los íberos, como el Camino de la Cruz y la Necrópolis de Los Villares.
La Necrópolis de Los Villares fue declarada Bien de Interés Cultural el 28 de abril de 1992 con el identificador del bien otorgado por el Ministerio de Cultura de España: RI-55-0000363.
Los primeros vestigios arqueológicos pertenecen a poblaciones íberas. En la Necrópolis de Los Villares se encontró un importantísimo resto arqueológico, el denominado caballo ibérico, un caballo de piedra con media figura de jinete, que en la actualidad se expone en el Museo Arqueológico de Albacete. Esta pieza de indudable belleza fue exhibida durante La Expo'92 de Sevilla en el pabellón de Castilla-La Mancha.
Por la situación territorial próxima a Levante el lugar que luego sería Hoya-Gonzalo, estuvo poblado por los pueblos pertenecientes a la cultura íbera.
La historia de Hoya-Gonzalo se remonta al año 1350 aproximadamente. La comarca de la Mancha de Montearagón era una región abundante en bosques y con muy pocas poblaciones de importancia y, salvo Chinchilla de Monte-Aragón, solo aldeas o pequeños caseríos, y los diversos señores feudales concedían privilegios para repoblar el territorio y así asegurar la frontera con el Reino musulmán de Murcia. El siglo XIII fue de extrema pobreza, las principales actividades eran las de: colmeneros, cazadores y predominio de la actividad pastoril, Hoya-Gozalo era una de estas aldeas que albergaba poca población que por aquellos entonces contaba con 225 habitantes. Y siguiendo con la historia del pueblo, Hoya Gonzalo fue aldea de Chinchilla en tiempos del marquesado de Villena, a principios del siglo XIV, siendo su propietario don Gonzalo de Blazuela, un feudalista de la villa de Chinchilla, de ahí que venga el nombre de Villa de Don Gonzalo, hoy Hoya-Gonzalo debido a que el municipio se encuentra en una hondonada que los habitantes denominaban ''una hoya''.
Durante los siglos XVII y XVIII seguiría siendo una aldea de la ciudad feudal. No existiría como pueblo hasta 1752, según dice el marqués de la Ensenada.
Con fecha de 13 de mayo de 1821 se procedió a la elección del Ayuntamiento Constitucional en la villa de Hoya-Gonzalo ante un juez comisionado, quedando así formado el primer Ayuntamiento de esta localidad logrando su independencia de Chinchilla de Monte-Aragón. 
Con el paso de los años y el suceder de los acontecimientos el pueblo ha sufrido varios cambios, siendo el más importante el descenso de su población provocado por las migraciones, principalmente dirigidas hacia el levante español, emigraciones debidas a la falta de trabajo provocada por la modernización del campo a partir de la década de 1960.

## Demografía
Cuenta con una población de 593 habitantes (INE 2024).
| Gráfica de evolución demográfica de Hoya-Gonzalo entre 1842 y 2021                                                                                               |
| |
| Población de derecho según los censos de población del INE Población de hecho según los censos de población del INEEn este censo se denominaba Oya Gonzalo: 1842 |

## Economía
Se trata de una población dedicada a la agricultura y la ganadería, aunque en la actualidad se van conformando iniciativas de otros sectores en la población. Son importantes en Hoya-Gonzalo el cultivo del cereal (trigo, cebada, centeno y avena). La ganadería está basada en una importante cabaña ovina de oveja manchega, cabra de raza murciano-granadina, además de un cebadero de ganado vacuno y otro de corderos.
Los viñedos que posee Hoya-Gonzalo producen unos vinos amparados bajo la Denominación de Origen Almansa.
De suma importancia es también el parque eólico con el que cuenta Hoya-Gonzalo, además de otro parque de placas solares.

## Patrimonio

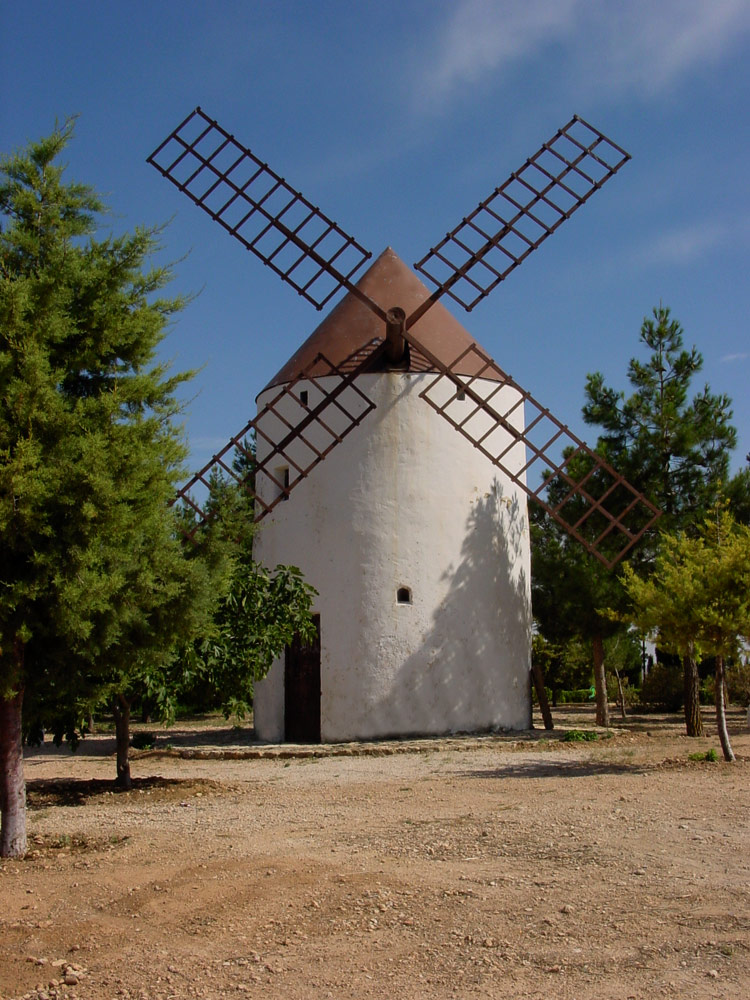
Molino de viento antes de la restauración.

- Necrópolis ibérica de Los Villares. Fue declarada Bien de Interés Cultural el 28 de abril de 1992 con el identificador del bien otorgado por el Ministerio de Cultura de España: RI-55-0000363.

- Iglesia parroquial de Nuestra Señora de los Remedios. Fue construida en los años de reinado de Felipe III entre los años 1590 y 1621. Es una construcción renacentista. Consta de una planta basilical y arcos de medio punto. La cubierta de la nave central es de bóvedas vaídas y las laterales de bóvedas apaineladas. Tiene crucero con cúpula y la capilla mayor es de bóveda de cañón. La fachada fue restaurada a finales del siglo XX por el restaurador e historiador local Santiago Núñez Delicado. El retablo del altar mayor es barroco de primeros del siglo XVII, siguiendo la tipología castellana del momento. La imagen de Nuestra Señora de los Remedios, en talla del siglo XVIII, neoclásica, de la escuela castellana. Sobre ésta, en el ático, un Calvario, cuyo Cristo es del siglo XVI y las tallas de la Virgen y San Juan del siglo XVIII. Consta también de una escultura de San Pedro Mártir de Verona del año 1729. La torre, mucho más moderna, data del año 1929, gracias al empeño de un sacerdote de origen murciano, don Antonio Murandi, quien se dedicó a recoger fondos para la ejecución del proyecto.

- Museo etnológico Camino de la Cruz. Este museo está dirigido y coordinado por Santiago Núñez Delicado. Ofrece un conjunto de objetos de la vida doméstica, cotidiana y también posee instrumentos de labranza e incluso cuenta con piezas desde el siglo VII hasta principios del siglo XX.

- Molino de viento. Construcción típicamente manchega que data de tiempos del infante don Juan Manuel, El Señor de la Llanura, marqués de Villena, allá por los años 1320-1340, restaurado en el año 1995 por el restaurador Santiago Núñez Delicado. Cuenta con un parque y zona recreativa en su entorno.

- Construcciones típicas de piedra seca: cucos. Restaurados y reconstruidos por Santiago Núñez Delicado.

- Necrópolis ibérica Camino de la Cruz.

### Camino de Santiago de Levante
Desde finales del siglo XX fueron adquiriendo gran importancia la difusión de los diferentes Caminos de Santiago que atraviesan la provincia de Albacete, entre ellos el denominado Camino de Santiago de Levante. Desde hace poco y a muy pocos kilómetros de la población en dirección a Chinchilla  se exhibe un Cruceiro, obra realizada por el restaurador e historiador Santiago Núñez Delicado. Este camino une la ciudad de Valencia con la de Zamora, donde se une con la Ruta Jacobea de la Plata, y recorre la provincia de Albacete desde Almansa hasta Minaya, pasando también por los términos municipales de Higueruela, Hoya-Gonzalo, Chinchilla de Monte-Aragón, Albacete, La Gineta y La Roda.

## Fiestas
- Día 17 de enero, San Antón. Los habitantes del pueblo se reúnen alrededor de las hogueras que se prenden durante la noche. Es típico que cuando la hoguera está decreciendo se asen patatas y que los más jóvenes demuestren su habilidad saltando la hoguera.

- Días 2 y 3 de febrero, San Blas y la Candelaria. A principios del siglo XXI se volvió a recuperar la tradición de ofrecer hogueras a San Blas y a la Virgen de la Candelaria.

- Carnaval. Es la fiesta pagana más arraigada en el pueblo a pesar de que solamente se celebra durante 2 días: sábado de Carnaval y sábado de Piñata.

- Día 29 de abril, San Pedro Mártir de Verona (Patrón de Hoya-Gonzalo). Días antes del comienzo de las fiestas tiene lugar la lectura del tradicional pregón. Se trata de una crítica en tono de humor, a los acontecimientos que han sucedido en el pueblo a lo largo del año. Durante la celebración de esta fiesta se lleva a cabo el acto de la matanza del cerdo, con la elaboración del típico ajo de mataero y tajadicas, que serán degustadas tanto por los lugareños como por el gran número de visitantes que atrae el acontecimiento.

- Primer domingo de mayo, romería en honor de la Virgen de Fátima. Esta romería se celebra desde Hoya-Gonzalo hasta la ermita situada en Oncebreros, que se construyó en honor a la Virgen.

- Día 15 de mayo, San Isidro Labrador (patrón de los agricultores). La celebración va acompañada del ritual en el que se le pide la lluvia al santo, para así asegurar la cosecha. Diversos son los actos profanos que se realizan en su honor, entre los que no faltan los concursos de arada y corte con tractores.

- Charanga: Esta fiesta está organizada por la Charanga El Meneíto de Hoya Gonzalo. Es una fiesta pagana que se lleva celebrando desde el año 2000, en la cual el pueblo en la primera semana de agosto realiza todo tipo de fiestas, verbenas, conciertos, etc., todo esto recogido en el extenso programa de fiestas. Esta semana es llamada y conocida en el pueblo como " Semana Grande de la Charanga El Meneíto", uniéndose en las fechas a la celebración de la quincena cultural que organiza el ayuntamiento.

- Día 24 de septiembre, Nuestra Señora de los Remedios (patrona del municipio). Coincide con el comienzo de la vendimia (llegada del otoño).

- Día 22 de noviembre, Santa Cecilia. Estas fiestas están organizadas por la Unión Musical de Hoya-Gonzalo y en ellas la música es la principal protagonista. Cabe señalar que si bien en estos días la banda de música tiene un papel destacado, en todos los actos y celebraciones que a lo largo del año se realizan, ésta goza de gran aceptación y capacidad de convocatoria.

## Gastronomía
La gastronomía de Hoya-Gonzalo es la cocina tradicional manchega, arraigada en sus tradiciones y muy ligada a la caza y al pastoreo:

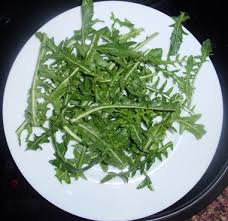
Hierba oruga.

- Gazpachos manchegos con oruga.
- Migas ruleras.
- Perdiz en escabeche.
- Atascaburras.
- Ajo de mataero.
- Moje manchego.
- Gachas manchegas.
- Pisto manchego.
- Rosegones.